# 少林寺塔林
少林寺塔林位于河南省登封市嵩山少林寺的西侧，这里是少林寺历代德高望重的僧侣的歸宿之地。这些僧侣圆寂后，他们的骨灰（尸骨）被放入地宫，然后在上面造塔，塔的大小、高低和层数的多少是由僧侣们生前佛学造诣的深浅、威望高低和功德大小来决定的，但也有一些身骨塔和衣钵塔。少林寺塔林是中国佛教道场中现存规模最大、数量最多的塔群。现存唐、宋、元、明、清时期的砖石墓塔240多座，整个塔林占地约14000平方米。少林寺塔林是综合研究中国古代砖石建筑和雕刻艺术的宝库。

## 塔林概况
塔林有现存有从唐代贞元七年（791年）至清代嘉庆八年（1803年）的砖石墓塔共243座。其中唐代塔有2座、宋代塔有3座、金代塔有6座、元代塔有40座、明代塔有138座、清代塔有10座。塔的层级一般是一到七级，但必須是其中的奇數。其高度都低于15米，每座塔基本都有塔铭和题记。塔的造型有四角、六角、柱体、锥体、直线形、抛物线形、瓶形、圆形以及独石雕刻等，其中以唐贞元七年的“法玩塔”、宋宣和三年（1121年）的“普通塔”、金正隆二年（1157年）的“西堂塔”、元初至元二十七年（1290年）的“中林塔”、明万历八年（1580年）的“坦然塔”和清康熙五年（1666年）的“彼岸塔”是塔林中最具代表性的塔。另外在塔林中偏东的地方有元初至元五年（1339年）的“菊庵长老寿塔”1座，后壁镶嵌的塔铭系少林首座日本“沙门邵元”撰文并书丹，它们是中日文化交流的实物资料。

## 图库
- 唐代塔
- 少林寺塔林
- 塔林
- 塔林
- 塔林